# یواس‌اس فسندن (دی‌ئی-۱۴۲)
یواس‌اس فسندن (دی‌ئی-۱۴۲) (به انگلیسی: USS Fessenden (DE-142)) یک کشتی است که طول آن 306 feet (93.27 m) می‌باشد. این کشتی در سال ۱۹۴۳ ساخته شد.